# Lésions traumatiques en odontologie
Les lésions traumatiques en odontologie constituent un domaine important de la médecine dentaire, englobant diverses atteintes aux structures dentaires et buccales. 
Ces traumatismes peuvent se manifester sous différentes formes comme les lésions d'usure ou d'abrasion (résultant d'une perte progressive de substance dentaire), les fêlures (altérations structurelles fines affectant l'intégrité de la dent), les contusions (traumatismes des tissus mous ou durs sans rupture apparente), les fractures (ruptures partielles ou complètes de la structure dentaire) ou encore les luxations (déplacements anormaux des dents dans leur support osseux).
Chacune de ces lésions présente des caractéristiques, des causes et des approches thérapeutiques spécifiques, nécessitant une prise en charge adaptée par les professionnels de santé buccodentaire.

## Lésions d'usure ou d'abrasion

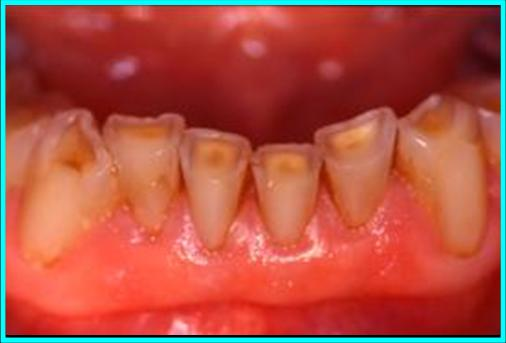
Abrasion dentaire

Elles ne sont pas provoquées par un traumatisme vrai mais par des micro polytraumatismes. Elles ont pour résultat l'atténuation des reliefs aux dépens des tissus durs de la dent en particulier de l'émail.

### Usure
Elle peut résulter d'habitudes vicieuses (cure dent, frottement de l'ongle, crayon, etc.), d'appareillages O.D.F. de crochets de prothèses mobiles mal contrôlées. On note une zone lisse vernissée souvent plane, foncée, montrant ainsi une réaction de la pulpe de la dent.
L'abrasion physiologique :
Elle est généralement très lente et en rapport avec les facteurs suivants :
- type ethnique de l'individu ;
- inclinaison des pentes condyliennes ;
- formation de l'A.T.M. et nature de l'occlusion ;
- puissance des muscles masticateurs.

À son stade de début on note des facettes brillantes sur les surfaces triturantes dites facettes d'usure. Dans un stade plus avancé une disparition du relief cuspidien et une coloration jaune ivoire plus marquée signe une réaction de défense par hyper minéralisation des tubules. Au niveau de la pulpe une défense s'organise et on assiste à une régression du volume de la chambre pulpaire qui peut devenir minuscule voire disparaître. Si cette défense est débordée, on assistera par la suite à une dégénérescence calcique, une pulpite ou bien à une mortification.
Au niveau du périodonte, il y aura l'apparition de cément réactionnel et formation d'un tissu osseux au fond de l'alvéole qui entraine une régression continue de la dent. Au niveau gingival on note une rétraction des tissus gingivaux mais l'attache épithéliale subsiste.On note aussi la persistance de la hauteur vestibulaire car la régression est constante c'est la différence avec l'abrasion pathologique où il y a perte de hauteur vestibulaire.

### Abrasion pathologique
Elle est due à un déséquilibre entre le traumatisme occlusal et la résistance des tissus durs. Dans le cas où il y a une action traumatogène exagérée mais des tissus dentaires normaux, il peut s'agir d'une dysharmonie dento dentaire, dento maxillaire, d'une mal occlusion ou de bruxisme. Il s'agit souvent aussi d'une occlusion modifiée par des extractions et non réhabilitée. Cette usure pathologique est plus ou moins rapide, la pulpe peut être mise à nu ce qui peut entraîner des pulpites et cette action traumatogène entraînera aussi des dégâts sur le parodonte et éventuellement des alvéolyses.
Traitement :
Prévention, traitement précoce O.D.F. réhabilitation de la hauteur par prothèse, surélévation.

## Les fêlures
Ce sont des solutions de continuité linéaire des tissus durs de la dent. Plus ou moins profondes et d'orientation variable (cependant le plus fréquemment verticales), elles peuvent intéresser les tissus durs de la dent : émail seulement, émail et dentine, la dentine et le cément sont souvent ignorés aussi longtemps qu'elles demeurent superficielles.
Étiologie
Certaines sont inexpliquées ou proviennent de traumatismes de faible intensité, de petits chocs répétés souvent dus à un traumatisme ou un déséquilibre articulaire. Elles proviennent aussi de causes thermiques. Elles sont mises en évidence par un examen attentif par transillumination ou à la loupe.
Les fêlures superficielles.
Elles n'intéressent que l'émail et une partie de la dentine, elles siègent le plus souvent sur les secteurs antérieurs et sont silencieuses dans leur phase de début. Il se produit le plus souvent une consolidation par formation de dentine secondaire et calcification des tubuli dentinaires. L'évolution peut se faire vers la dentinite qu'il faudra traiter classiquement.
Les fêlures profondes dites pénétrantes.
Elles sont juxta-pulpaires ou pénètrent jusqu'à la chambre pulpaire. Les douleurs sont souvent intenses, provoquées ou spontanées, irradiées, soit intermittentes soit continues. Elles ne favorisent pas la carie mais constituent souvent le premier stade de fracture.

## Les contusions

### Définition
La contusion est une lésion du desmodonte et de la pulpe produite par un choc ou par une compression sans qu'il y ait blessure de la muqueuse en général, Il n'y a pas de déplacement de la dent dans l'alvéole.

### Étiologie
Dans le cas de la contusion simple, le traumatisme est peu violent. Il n'y a pas d'infection à ce stade.

### Pathogénie
Elle correspond à l'écrasement d'un nombre plus ou moins considérable de fibrilles ligamentaires. À ces lésions s'associent les phénomènes classiques de l'inflammation d'origine traumatique. L'espace desmodontal est devenu insuffisant entre deux éléments incompressibles : la racine dentaire en dedans, la lamina dura en dehors. Dans le cas de chocs très violents on peut assister à une rupture du paquet vasculo nerveux et à une dégénérescence pulpaire.

### Symptomatologie
Les signes sont ceux de la desmodontite avec intensité variable, sensation de dents longues avec sensibilité à la pression, à la mastication et légère mobilité. Le cliché radiographique révèle en général un élargissement asymétrique de l'espace desmodontal. Il indique l'absence de fracture et permet donc de poser un diagnostic différentiel entre contusion et fracture radiculaire. Il faudra aussi procéder au diagnostic différentiel entre contusion et luxation partielle montrant une mobilité de stade II (mobilité transversale, perceptible à la vue et au toucher, inférieure ou égale à imm) et la dent déplacée dans son alvéole. Le pronostic sera bon quand la cause peut être supprimée..

### Traitement
Il s'agira d'attendre et de surveiller la vitalité pulpaire. On mettra la dent sous occlusion par meulage direct afin d'éviter les contacts occlusaux intempestifs et pour l'immobiliser dans la mesure du possible.

## Les fractures

### Fractures coronaires

#### Non pénétrantes
Une partie plus ou moins importante de la couronne a été emportée par le traumatisme. La tranche de section n'intéresse pas la chambre pulpaire.
- Quand elle n'intéresse que l'émail, il n'y a pas de signes fonctionnels mais les bords tranchants peuvent blesser la langue et les lèvres. Nécessité d'une radio pour déceler une lésion associée plus polissage des bords tranchants (sauf si le fragment fracturé peut être recollé).
- Quand elle intéresse la dentine :
  - Symptomatologie : sensibilité au froid, aux sucres, aux acides ou provoquée par le passage de la sonde.
  - Évolution : il est impossible de prévoir les conséquences pulpaires ; on peut aboutir à des complications pulpaires du fait du choc et/ou de l'ouverture des tubules au milieu buccal ; on peut aller vers une infection, une dégénérescence et une mortification le danger est d'autant plus important que la surface dentinaire mise à nu est étendue. De plus, chez l'enfant les tubuli largement ouverts favorisent la transmission d'une infection ; chez l'adulte le pronostic est bon quand le trait de fracture est loin de la pulpe.
  - Traitement : Il est dicté par la proximité de la perte de substance avec la pulpe. La règle: conserver la vitalité pulpaire et aider les plaies dentinaires à cicatriser en utilisant, après anesthésie, les systèmes adhésifs de dernière génération qui permettent une oblitération des tubuli dentinaires. Puis faire la reconstitution de la dent par les méthodes de collage aux composites dans la plupart des cas, ou un inlay et inlay voire une coiffe sur dent vivante. Il est nécessaire de suivre régulièrement la vitalité pulpaire au moyen des tests thermiques et l'évolution de l'aspect de la dent par une radiographie car il y a un risque de résorption, de calcification ou de nécrose pulpaire mais le pronostic est bon.

#### Pénétrantes
Le trait de fracture intéresse la pulpe : c'est une fracture ouverte parfois un fragment coronaire est détaché et déchire le desmodonte, parfois la pulpe apparaît saignante.
- Symptomatologie : souffrance aiguë continue accentuée au moindre contact exacerbée par les agents thermiques.
- Traitement : en général, il conduit à la pulpectomie cependant, chez l'enfant, par souci de voir l'édification radiculaire et la fermeture apicale se réaliser, on préférera l'apexogénèse (la pulpe vivante permet l'élaboration de la racine), ou l'apexification (pulpe mortifiée, le desmodonte permet la fermeture apicale). Le pronostic est meilleur si le délai entre le traumatisme et le traitement est inférieur à 24h. Le pronostic pulpaire est réservé mais le pronostic de conservation de la dent est très bon.

### Fractures corono-radiculaires
Si la tranche de section mise à nu par une fracture oblique intéresse à la fois la couronne et la racine de la dent sans ouvrir la cavité pulpaire, elle doit être considérée comme une fracture coronaire non pénétrante. C'est une fracture rare presque verticale et souvent le fragment fracturé adhère encore au maxillaire par le ligament parodontal. Il faut l'enlever, le plus souvent faire une plastie osseuse pour éviter la formation d'une poche parodontale et permettre la réalisation prothétique. La solution peut aussi être orthodontique : extrusion provoquée de la racine.
Si la tranche de section intéresse la couronne et la racine de la dent mais ouvre la cavité pulpaire, c'est un fracture corono radiculaire pénétrante. Elle est généralement oblique, elle a séparé la dent d'une part en un fragment coronaire important, très mobile, provoquant des douleurs par tiraillement de la pulpe et de fibres du desmodonte d'autre part. Le fragment mobile sera éliminé, c'est l'examen clinique plus la radio qui dicte la possibilité de conservation de la dent et si la reconstitution prothétique est possible.
Sur les dents pluriradiculées, le sacrifice d'une racine peut permettre la conservation des autres et la réalisation prothétique sur les racines résiduelles.

### Fractures radiculaires
La tranche de section est purement radiculaire.

#### Fracture du 1/3 cervical
Ouverte ou fermée, le ligament cervical lésé peut devenir une porte
d'entrée pour l'infection. Quelquefois, la vitalité subsiste quelques années mais le plus souvent une pulpopathie se déclenche rapidement. Ce sont les fractures les mieux observées car dans la plupart des cas, les signes fonctionnels assez marqués amènent le patient à nous consulter notamment en présence d'une hémorragie de la pulpe et de la gencive atteinte. Le fragment coronaire est mobilisé facilement, le patient a tendance à le pousser avec sa langue. La radio confirme le diagnostic.

#### Fracture du 1/3 moyen
Le fait remarquable est que la pulpe peut rester vivante longtemps car grâce à la fracture il y a : une décompression de l'hémorragie interne puis l'établissement d'une circulation collatérale provenant du desmodonte.
La pulpe du fragment apical demeure vivante indépendamment de l'état pulpaire du fragment coronaire. Mais des complications peuvent survenir dans le temps :calcification pulpaire. C'est un cas difficile pour le praticien car elle n'est jamais totale et peut rendre l'endodontie impossible. On peut avoir comme autre complication des résorptions internes.

#### Fracture du 1/3 apical
Elles peuvent passer inaperçues et sont découvertes à l'examen radiologique.
- Traitement d'urgence : s'il existe un déplacement important, réduction de la fracture sous anesthésie locale, contention par attelle collée pendant une à quatre semaines.
- Surveillance : Attentive pour suivre le progrès de la guérison ou l'apparition de complications.
- Traitement des complications :
  - Nécrose pulpaire : cliniquement percussions douloureuses ; à la radio on constate un espace entre les deux fragments plus une radio clarté; pour le 1/3 cervical et le 1/3 moyen: traitement à l'hydroxyde de calcium dans un premier temps puis obturation du système canalaire dans un second temps par des techniques et matériaux conventionnels. Le fragment apical reste en général vivant. En effet le traitement endodontique direct des deux fragments mène le plus souvent à l'échec. Les techniques d'embrochage ne sont plus d'actualité, le pronostic à long terme étant douteux.
  - Oblitération canalaire : elle se produirait dans 69 % des cas. L'important est de les dépister à temps (12 premiers mois) ; le traitement est le même que dans les cas de nécrose. bans la fracture du 1/3 apical et médian seule la portion coronaire est traitée avec si nécessaire une phase intermédiaire d'application d'hydroxyde de calcium. Si on a une pathologie apicale on procède à l'ablation chirurgicale du fragment apical sinon il est laissé en place.
  - résorption radiculaire : externe ou interne
  - résorption de remplacement
  - résorption inflammatoire
  - résorption perforante : Traitement aux ultrasons, obturation à la gutta chaude, compactage

thermomécanique.
- - résorption non perforante : Si la perforation est accessible chirurgicalement : obturation avec de l'IRM après lambeau. Si la perforation n'est pas accessible :traitement à l'hydroxyde de calcium pour produire une barrière calcique puis obturation par les mêmes méthodes citées ci-dessus.

## Les luxations
Définition : déplacement des deux surfaces articulaires cémento alvéolaire qui ont perdu partiellement ou totalement leurs rapports. Une luxation engage le pronostic vital de la dent mais aussi celui de sa conservation.

### Luxation partielle

#### Symptômes
- À l'inspection clinique, on note une égression ou une ingression ou déplacement vestibulaire ou lingual ou un chevauchement latéral de la dent voisine, la muqueuse est tuméfiée, la mobilité est supérieure à un 1 mm transversalement.
- À l'examen radiographique : l'espace desmodontal est augmenté; on apprécie le degré d'extrusion.
- Signes subjectifs : douleurs à la fermeture de la bouche. le malade a des difficultés à s'alimenter, il ne peut pas se brosser les dents.
- Signes objectifs : desmodontite aigüe (pression axiale très douloureuse).

#### Traitement
- simple ébranlement : léger meulage pour soulager le trouble occlusal et surveillance attentive.
- subluxation : simple meulage avec ou sans contention par attelle collée semi-rigide pour quelques semaines.
- intrusion : repositionner la dent soit manuellement soit à l'aide d'un davier sous anesthésie. Traitement orthodontique si l'éruption ne se fait plus.

Traitement endodontique approprié au degré de maturité de la dent avec phase d'hydroxyde de calcium de longue durée pour éviter l'ankylose.

### Luxation totale
Véritable avulsion, la dent n'ayant plus de contact avec son alvéole, la réimplantation est possible mais dans certaines conditions, le résultat est relativement aléatoire. La dent doit être réimplantée d'urgence dans l'alvéole. un bon pronostic est possible si la dent est réimplantée dans les 2 heures suivant la luxation totale. Si elle est souillée ne pas l'essuyer, ne pas la passer sous l'eau du robinet, ni sous un antiseptique; Il faut la nettoyer par succion et la conserver dans le vestibule du patient ou dans lait. La dent ne doit pas être dessiquée. Le lait dont le pH et l'osmolarité sont compatibles avec la survie des cellules, est un excellent milieu de conservation. Pasteurisé, il contient peu de bactéries virulentes et les cellules parodontales gardent une activité mitotique pendant plus de 6 heures.